# Кирилейченко, Максим Вадимович
Максим Вадимович Кирилейченко (род. 18 декабря 2002, Нижневартовск, Тюменская область) — российский хоккеист, защитник. Мастер спорта России (2023)

## Биография
Начинал играть в хоккей в «Филине» (Нижневартовск). С 2013 года — в «Югре» Ханты-Мансийск. В сезоне 2018/19 дебютировал в команде МХЛ «Мамонты Югры», где провёл и следующий сезон. Перед сезоном 2020/21 перешёл в систему ЦСКА, стал играть за команду МХЛ «Красная армия». С сезона 2022/23 — игрок команды ВХЛ «Звезда». В декабре 2022 — январе 2023 провёл восемь матчей за ЦСКА в КХЛ. 1 июля 2023 года продлил контракт с ЦСКА на два года.
В 2022 году стал победителем регулярного чемпионата МХЛ, обладателем Кубка Западной конференции МХЛ, серебряным призёром Кубка Харламова.
В начале мая 2022 года провёл три товарищеских матча в составе сборной России против Белоруссии.